# Campegine
Campegine (Campéṣen in dialetto reggiano) è un comune italiano di 5 387 abitanti della provincia di Reggio Emilia in Emilia-Romagna.

## Geografia fisica

### Territorio
Campegine è situata nella Pianura Padana, a 16 km da Reggio Emilia. Più precisamente fa parte della fascia delle risorgive alla base dell'Appennino tosco-emiliano. Il territorio comunale, oltre che dal capoluogo, è formato dalle frazioni di Caprara, Case Cocconi e Lora per un totale di 22,24 chilometri quadrati. Confina a nord con il comune di Castelnovo di Sotto, ad est con quello di Cadelbosco di Sopra, a sud con Reggio Emilia e Sant'Ilario d'Enza e ad ovest con Gattatico.

### Clima
Campegine è inserito nella zona climatica E, 2458 GG, come definito dal D.P.R. nº 412.

## Storia

### Storia antica
Il territorio di Campegine porta i segni di civiltà a partire dall'antica Roma, infatti sono stati ritrovati presso la frazione di i resti di due ville romane, abitate dall'I secolo a.C. fino al V secolo d.C. circa, destinate ad alloggio per i servi-agricoltori dei signori della zona. Tuttavia i resti di abitazioni dell'età neolitica rinvenuti nel vicino comune di Poviglio fanno pensare ad un'ampia comunità stanziata nel territorio compreso tra i comuni di Gattatico, Campegine, Castelnovo di Sotto e il citato Poviglio. Il periodo medioevale fu segnato dalla dominazione della signoria degli Este di Ferrara sotto il Ducato di Reggio e dai Gherardini di Montagliari, famiglia fiorentina trasferitasi a Verona nel 1300, feudataria di Castelnovo di Sotto e San Polo d'Enza dal 1600 sino all'occupazione napoleonica; durante questa dominazione viene assegnato per la prima volta il nome di Campigene (o Campicinum / Campeggine).
Ufficialmente, il comune di Campegine, iniziò a prendere forma durante l'età napoleonica, quando la legge indetta per riorganizzare le Municipalità investì il territorio della Repubblica Cispadana. Il decentramento fu voluto per ridurre il potere dei feudatari già presenti nel territorio ed ebbe la sua conclusione nel 1802. Il primo "sindaco" fu Luigi Cocconi, che si insediò proprio al termine del periodo riformatore, con i soli poteri di controllare la riscossione delle imposte, e, in casi speciali, di richiedere presso la Municipalità alcune opere di manutenzione (per esempio il rifacimento di alcune strade). Questi poteri erano determinati dalla classificazione dei Comuni, introdotta dalla Legge del 24 luglio 1802, che posizionava Campegine (2.995 abitanti al tempo) nella 3ª classe, destinata ai comuni con meno di 3.000 abitanti.
Con la caduta delle Repubbliche napoleoniche, anche l'ondata di smembramento andò persa. I comuni (principalmente Correggio e Castelnovo di Sotto), che nei primi anni dell'Ottocento avevano manifestato la loro preoccupazione per questi partizionamenti del territorio, rividero la coesione di un tempo sotto il periodo della Restaurazione. Nel 1814 Campegine fu annessa a Sant'Ilario mentre nel 1827 venne assegnata al comune di Castelnovo di Sotto, sotto la cui amministrazione rimase fino all'Unità d'Italia.
Nel febbraio del 1860, dopo la seconda guerra d'indipendenza italiana e la caduta del ducato di Modena e Reggio, Campegine riottenne l'indipendenza amministrativa grazie al decreto Farini. Alle prime elezioni fu eletto Giacomo Cocconi, così ricordato dalla lapide cimiteriale: "le virtù dell'uomo pubblico e privato giungevano in Dio l'anima mite integra benefica".

### Storia dall'Unità d'Italia alla seconda guerra mondiale
Nel 1866, Quintino Sella, allora Ministro delle finanze del Regno d'Italia, emanò con il supporto della camera la tassa sul macinato, un provvedimento che scatenò proteste e rivolte in diverse province del nord Italia. Questa legge prevedeva un sistema di riscossione dei tributi a seconda del raccolto, che doveva essere opportunamente pesato su una bilancia meccanica. Nonostante l'ordinamento, i mugnai decisero di protestare presso il palazzo comunale e questa manifestazione fu fatale per otto di loro, che caddero sotto i colpi dei granatieri giunti a proteggere il sindaco Domenico Sidoli. Questo avvenimento è tuttora ricordato a Campegine con l'intitolazione della piazza principale "Ai Caduti del Macinato".
Il 1910 vide i socialisti mantenere il "comando" di Campegine. Il potere ottenuto da questi ultimi già dai primi anni del Novecento si mantenne anche negli anni successivi (quasi sempre con l'unanimità dei votanti), nonostante nell'aria girasse un cambiamento radicale verso l'ala moderata della politica. Campegine, per la sua storica tenacia nel sostenere il Partito Socialista Italiano e, successivamente, il Partito Comunista venne, negli anni a seguire, simpaticamente soprannominata "la piccola Russia".
Nel 1914 il consiglio comunale di Campegine, retto dal sindaco socialista Mauro Rapacchi, accolse il dissenso della popolazione verso l'entrata in guerra e si collocò nella fascia dei neutralisti. Difatti i cittadini, per lo più impegnati nell'agricoltura, mal vedevano un'eventuale partecipazione italiana alla conflitto espoloso in Europa, che avrebbe certamente visto braccia tolte al lavoro e minori finanziamenti per le opere di sviluppo, dal momento che le finanze sarebbero state investite solamente in campo militare. Nel periodo compreso tra il 1915-1918 Campegine assunse il ruolo di centro d'aiuto per i militari feriti, grazie anche alla collaborazione della Croce Rossa Italiana.
Il secondo conflitto mondiale fu teatro dell'eccidio dei sette fratelli Cervi, una famiglia di contadini, di orientamento antifascista che sposò sin dal settembre 1943 la causa della Resistenza. Per i fratelli furono fatali gli aiuti ai militari sovietici e britannici che cercavano di fuggire dall'Italia (tra i tanti si ricorda Anatolij Tarasov, autore di un libro sui Cervi) e l'organizzazione da loro creata, che contava in molti uomini e donne del luogo per contrastare l'azione fascista. I sette fratelli (Agostino, Aldo, Antenore, Ettore, Ferdinando, Gelindo ed Ovidio) vennero fucilati dai repubblichini al Poligono di Tiro di Reggio Emilia il 28 dicembre 1943. Nonostante l'assassinio dei Cervi, la zona di Campegine vedrà nei due anni successivi una crescita costante dell'attività partigiana, ampiamente supportata e fiancheggiata dalla popolazione.
A partire dagli anni del boom economico l'economia campeginese, ancora incentrata sull'agricoltura e l'allevamento, iniziò lentamente a trasformarsi in agro-industriale. A causa delle scarse prospettive parte della popolazione emigrò verso Reggio Emilia, Parma ed altri centri industriali del nord come Milano e Torino. Solo a partire dagli anni settanta si registrò un'inversione di tendenza del calo demografico grazie anche ad un reale sviluppo economico del territorio.

## Società

### Evoluzione demografica
Abitanti censiti

### Etnie e minoranze straniere
Gli stranieri residenti a Campegine al 31 dicembre 2017 sono 692 e rappresentano il 13,5% della popolazione residente. Le comunità straniere più numerose sono:
- India: 323
- Marocco: 92
- Romania: 48
- Senegal: 46
- Ucraina: 31

## Infrastrutture e trasporti
Il comune di Campegine è attraversato in senso sud-ovest nord-est dalla Strada Provinciale 39 che gli permette di collegarsi, ad ovest, con Taneto di Gattatico e Sant'Ilario d'Enza, e a est, con Castelnovo di Sotto. Come infrastrutture, il comune è stato fornito dal mese di agosto 2007 della tangenziale nord, un collegamento stradale che parte dall'asse Val d'Enza per terminare nelle vicinanze di Castelnovo di Sotto. Altra importante via di comunicazione è la Strada Provinciale 110, che unisce Campegine a Praticello di Gattatico. Ad ovest, il comune è attraversato dal sopra citato asse Val d'Enza, aperto anch'esso ad agosto 2007, che, oltre a congiungersi con il casello dell'Autostrada A1 e con la Strada statale 9 Via Emilia nei pressi di Calerno, collega in modo diretto i comuni di Montecchio Emilia, Campegine, Poviglio e Boretto.

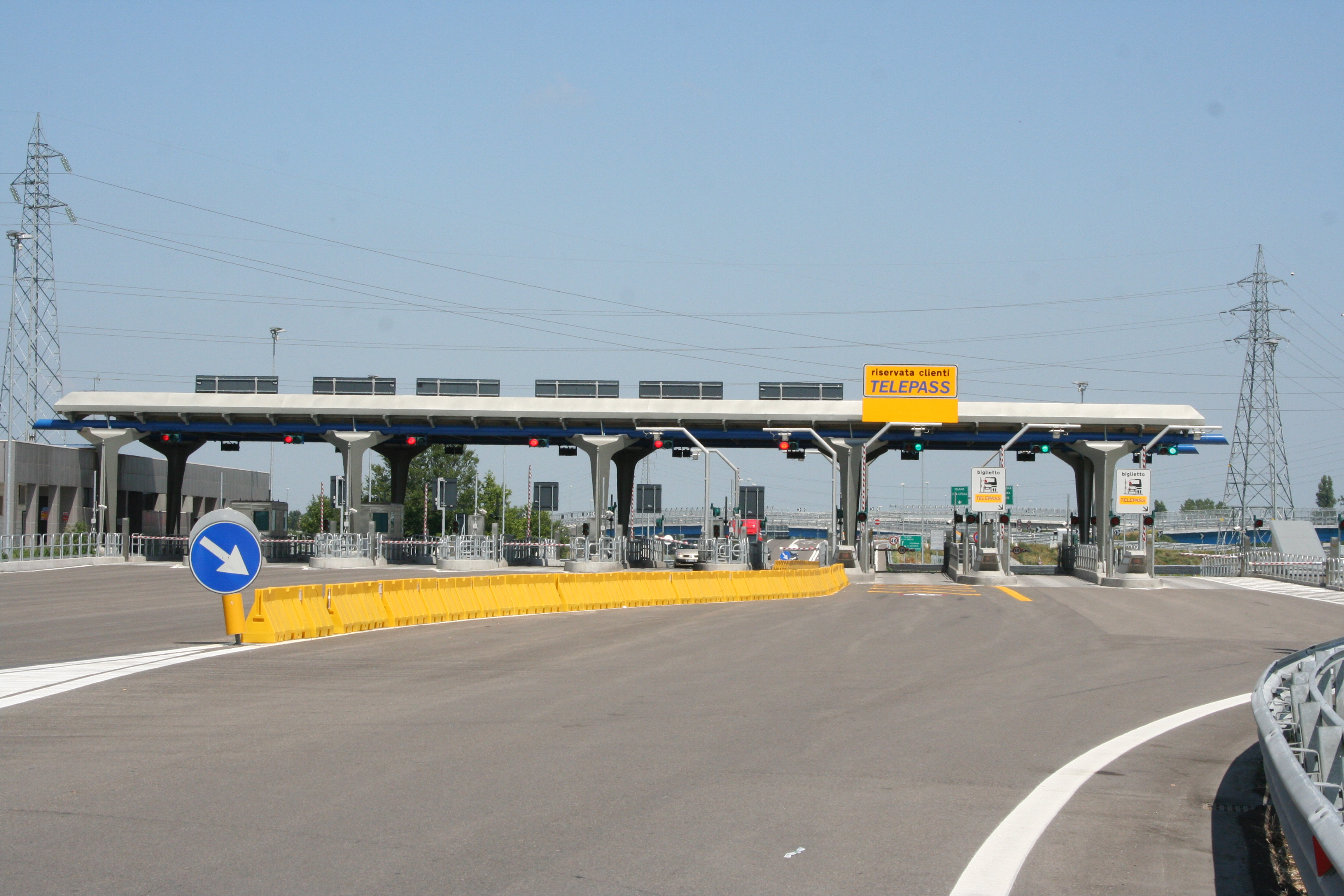
Visione frontale del casello autostradale

È inoltre raggiungibile direttamente dall'Autostrada A1 mediante il casello Terre di Canossa-Campegine.

### Ferrovie
La stazione ferroviaria della rete nazionale più vicina a Campegine è quella di Sant'Ilario d'Enza.

## Amministrazione
Di seguito è presentata una tabella relativa alle amministrazioni che si sono succedute in questo comune.
| Periodo        | Periodo         | Primo cittadino          | Partito                                                | Carica  | Note  |
| -------------- | --------------- | ------------------------ | ------------------------------------------------------ | ------- | ----- |
| 12 maggio 1985 | 5 maggio 1990   | Pierangelo Orlandini     | PCI                                                    | Sindaco | [ 7 ] |
| 6 maggio 1990  | 22 aprile 1995  | Anna Bigi                | PCI, PDS                                               | Sindaco | [ 7 ] |
| 23 aprile 1995 | 12 ottobre 1997 | Imerio Cantoni           | PDS                                                    | Sindaco | [ 7 ] |
| 24 maggio 1998 | 26 maggio 2007  | Daniele Menozzi          | lista civica (appoggiata da DS, poi PD)                | Sindaco | [ 7 ] |
| 27 maggio 2007 | 6 maggio 2012   | River Tagliavini         | lista civica (appoggiata da DS, poi PD)                | Sindaco | [ 7 ] |
| 7 maggio 2012  | 10 giugno 2017  | Paolo Cervi              | lista civica: Insieme per Campegine (appoggiata da PD) | Sindaco | [ 7 ] |
| 11 giugno 2017 | 11 giugno 2022  | Giuseppe Germano Artioli | lista civica: Rinascita Campeginese                    | Sindaco | [ 7 ] |
| 12 giugno 2022 | in carica       | Alessandro Spanò         | lista civica: Insieme per Campegine (appoggiata da PD) | Sindaco | [ 7 ] |

### Gemellaggi
Campegine è stata gemellata con:
- Montry, dal 1º maggio 1979 al 1996[8]

Inoltre dal 2015 l'università del tempo libero di Campegine è gemellata con l'omonima iniziativa comunale di Leno in Provincia di Brescia.

### Sport
La Polisportiva Campeginese organizza varie attività sportive.
La sezione calcistica milita attualmente in prima categoria e ha come colori sociali l'azzurro e il giallo.
Un'altra società calcistica del territorio è la Virtus Campegine fondata nel 1951 .
Gli altri sport gestiti dalla polisportiva sono: Pallavolo, Basket, Calcio a 5, Ciclismo e Nuoto.

## Galleria d'immagini

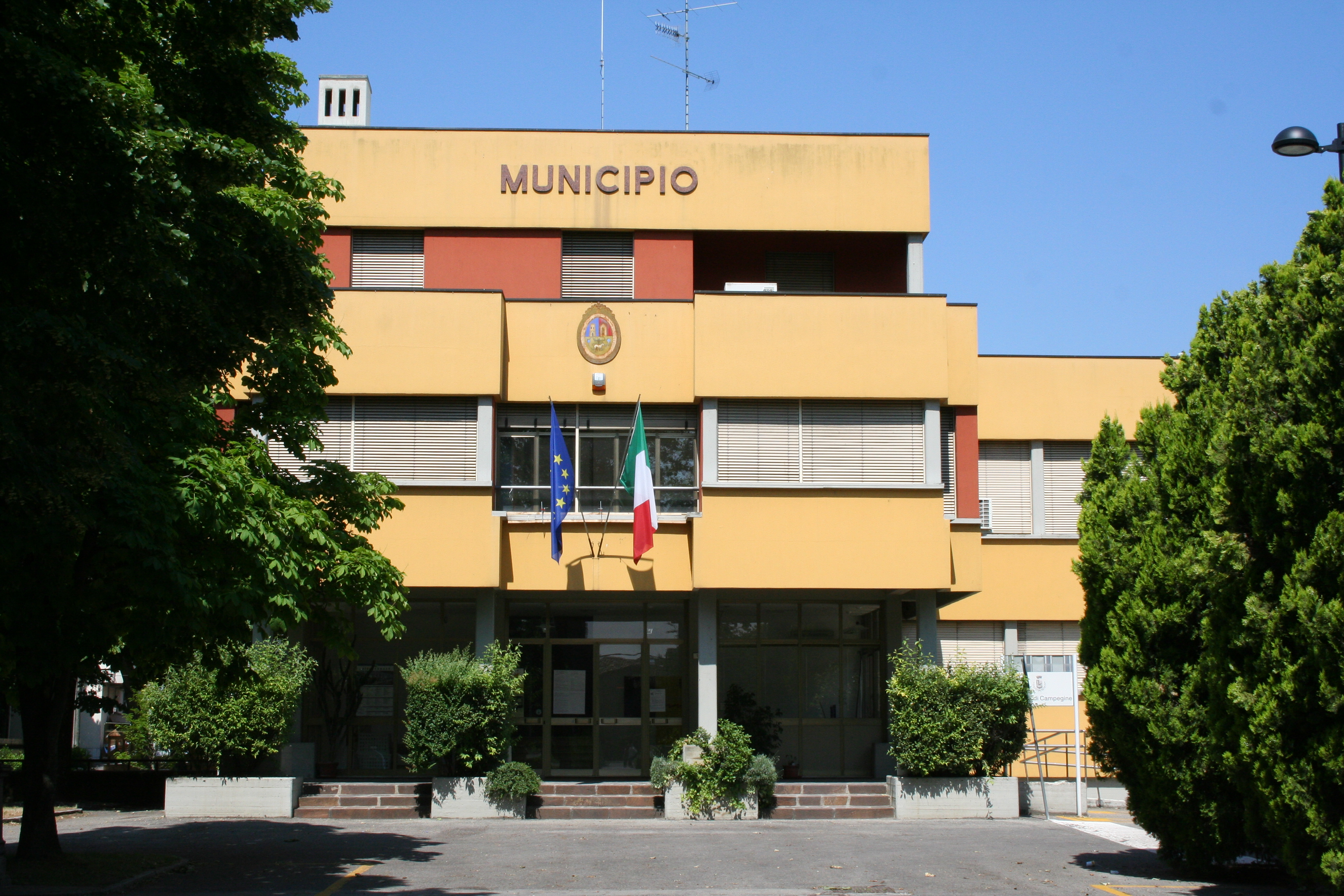
Municipio di Campegine - piazza Caduti del Macinato
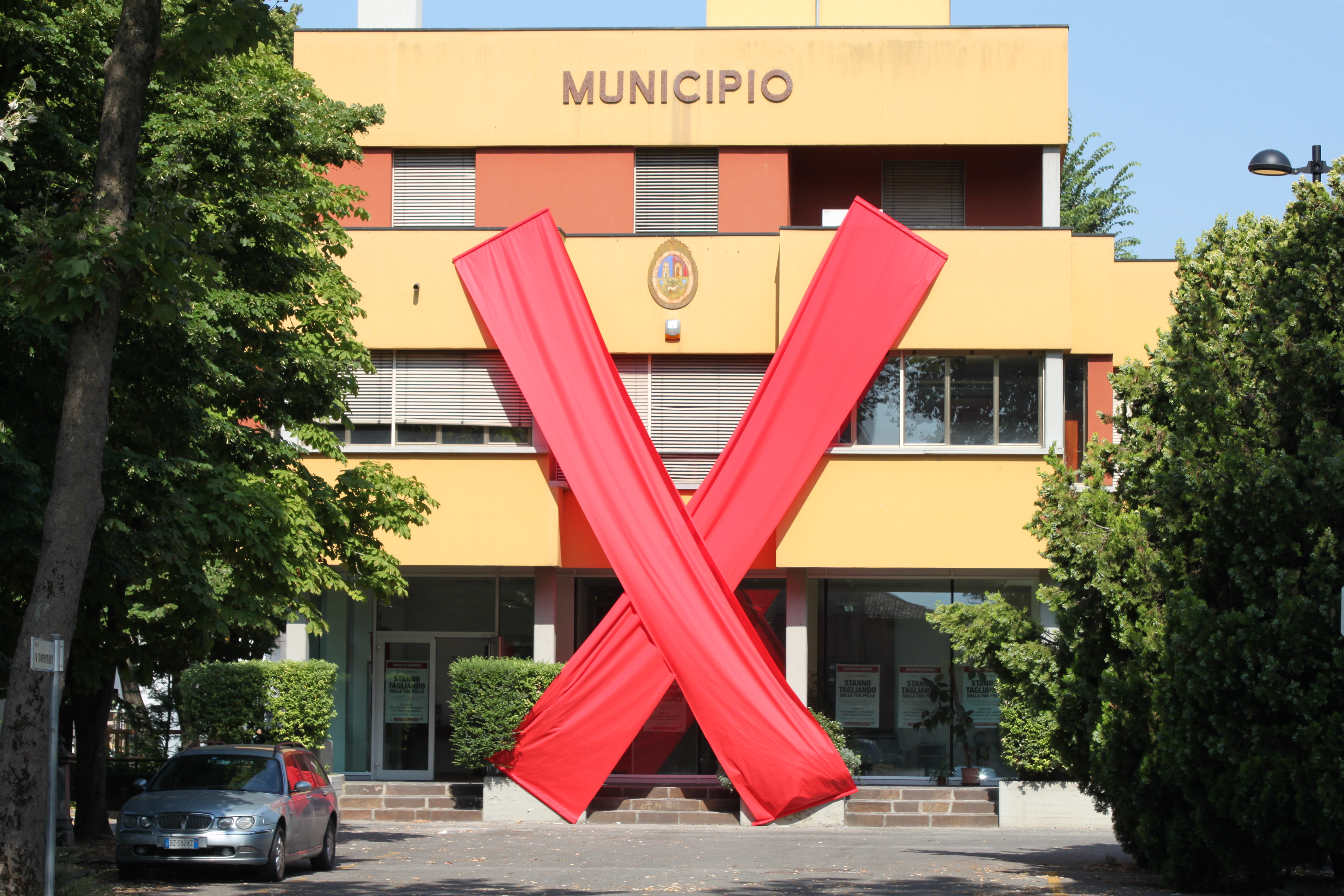
Municipio di Campegine - luglio 2010
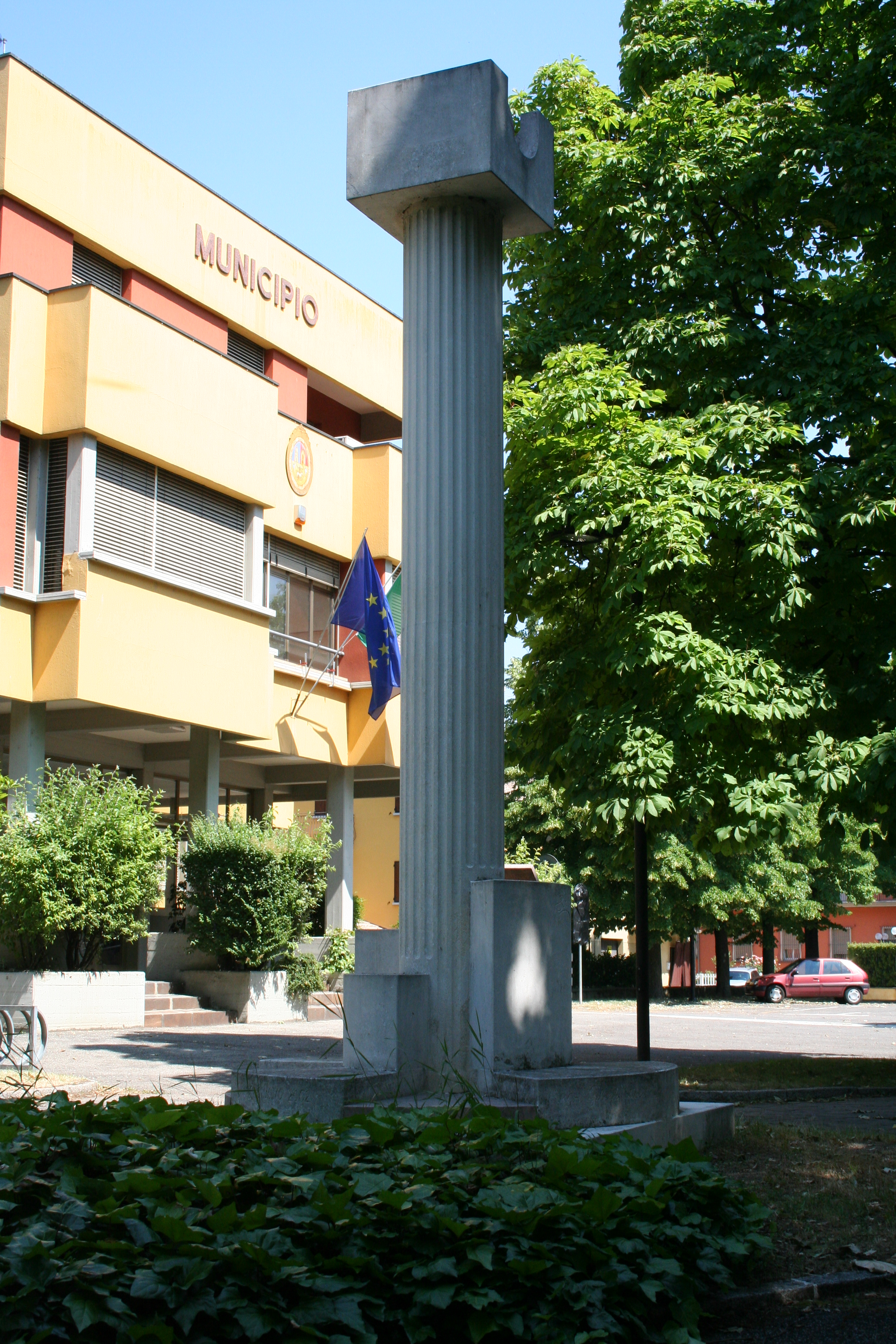
Monumento ai Caduti del Macinato - Campegine
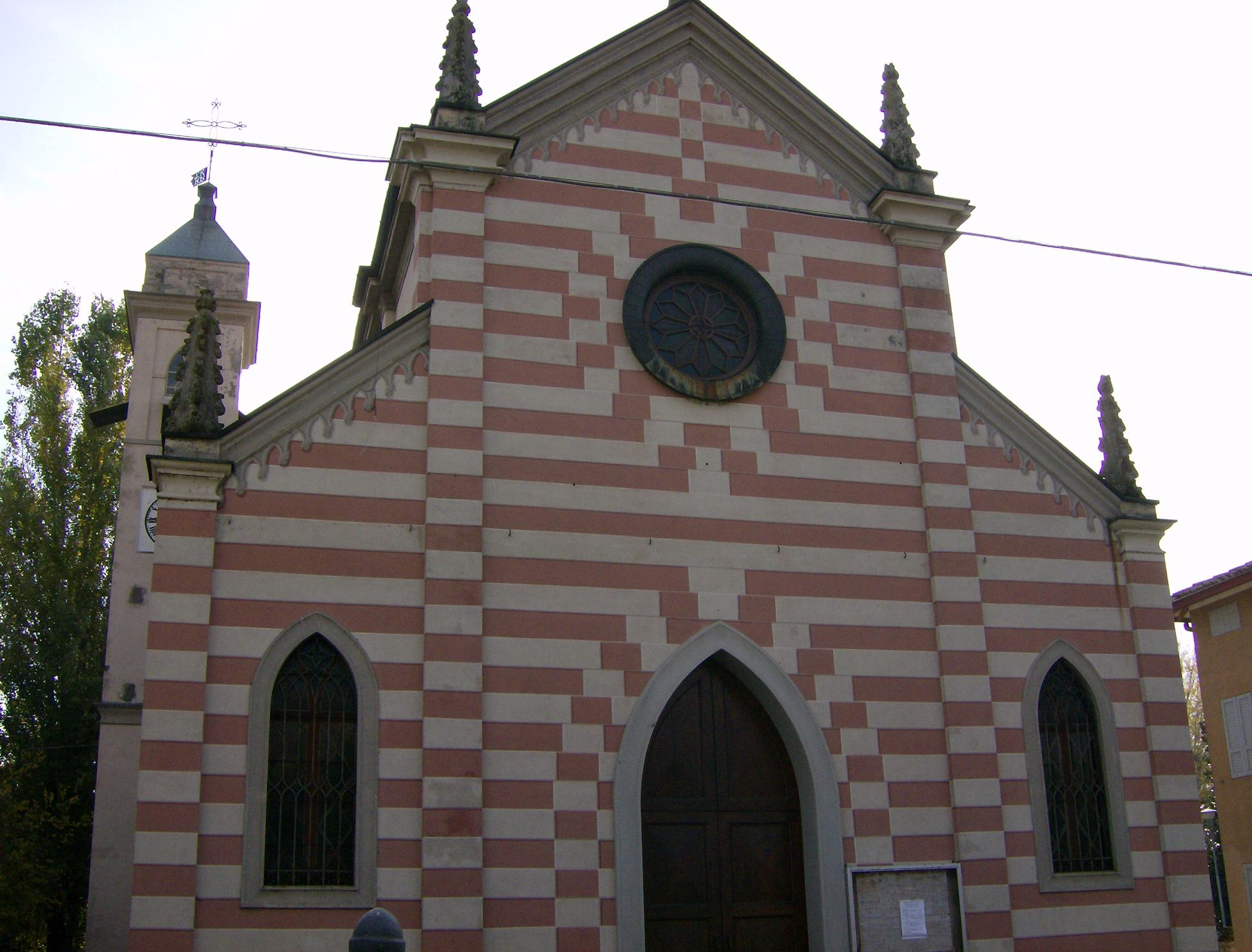
Chiesa di San Rocco - Caprara
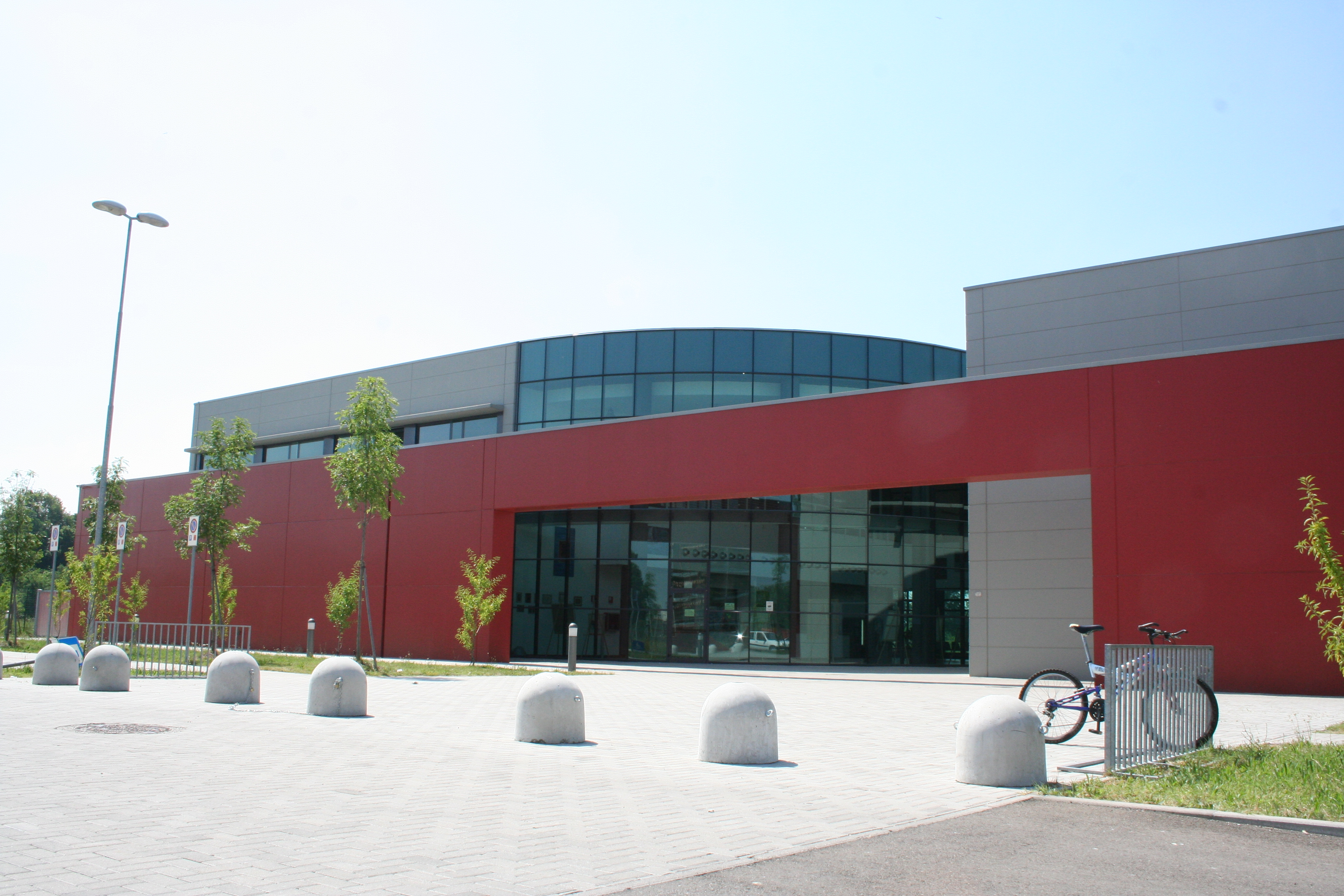
Palazzetto dello Sport (Entrata) - Campegine